# Periscyphis strouhali
Periscyphis strouhali är en kräftdjursart som beskrevs av Arcangeli1929. Periscyphis strouhali ingår i släktet Periscyphis och familjen Eubelidae. Inga underarter finns listade i Catalogue of Life.